# Aston le Walls
Aston le Walls är en by och civil parish i Northamptonshire i England. Byn ligger nära gränsen till Oxfordshire.  Byn ligger ca 14.5 km norr om Banbury i Oxfordshire, och ca 16 km söder om Daventry. Närmaste grannbyar är Chipping Warden, Lower Boddington och Byfield.